# 193P/LINEAR-NEAT
193P/LINEAR-NEAT, komet Jupiterove obitelji. 